# Jacques Yuma Kipuka
Jacques Yuma Kipuka est un homme politique de la République démocratique du Congo et Vice ministre des travaux et voies de communication au sein du gouvernement Ilunga,.